# Sandro Hiroshi
Sandro Hiroshi Parreão Oi, mais conhecido como Sandro Hiroshi (Araguaína, 19 de novembro de 1979), é um ex-futebolista brasileiro que atuava como atacante.

## Carreira
Sandro Hiroshi foi revelado pelo Tocantinópolis, estreando como profissional em 1998 aos dezoito anos de idade. Em 1999 foi contratado pelo Rio Branco, onde disputou o Campeonato Paulista daquele ano. Suas atuações neste clube chamaram a atenção do São Paulo, que o contratou após o fim da competição para substituir Dodô, que havia deixado o clube. Hiroshi surgiu bem no Tricolor, como uma grande promessa, fazendo alguns gols importantes e formando uma boa dupla de ataque com França. Nesse clube conquistou o Campeonato Paulista de Futebol de 2000 e o Supercampeonato Paulista em 2002. Porém, sua carreira promissora se "encerrou" após o escândalo de adulteração de sua identidade, e ele ficou um longo período afastado dos gramados por punição, retornando somente em meados do ano 2000. Permaneceu no São Paulo até o ano de 2002, mas nunca mais conseguiu ser titular. Ainda em 2002 foi negociado com o Flamengo, mas não se destacou no clube. Em 2003 reapareceu no Figueirense, aonde fez boas partidas, conquistou o Campeonato Catarinense daquele ano e logo partiu para o Al-Jazira dos Emirados Árabes. Em 2004 retornou ao Brasil aonde jogou no Guarani. No Bugre, Sandro Hiroshi se destacou bastante, formando dupla de ataque com o experiente Viola e marcando diversos gols, mas que não impediram a queda do Guarani para a Série B. Em 2005 foi jogar na Coreia do Sul, pela equipe do Daegu FC e no ano seguinte pelo Chunnam Dragons, aonde jogou por 3 temporadas e conquistou a Copa da Coreia do Sul em 2006 e 2007. Em 2009 o atacante mais experiente, retornou ao Brasil para jogar no América de Natal. Ainda no mesmo ano, acertou seu retorno ao futebol sul-coreano, para jogar no Suwon Bluewings e voltou a vencer a Copa da Coreia do Sul em 2009 e 2010 e o Campeonato Pan-Pacífico de 2009. Em Julho de 2010 acertou contrato com o Santo André. Em 2011 transferiu-se para o Red Bull Brasil. Após sua participação no Red Bull Brasil, negociou com o Araguaína, mas foi para o Rio Branco, de Americana.

## Seleção Brasileira
Pela Seleção Brasileira, conquistou o Campeonato Sul-Americano Sub-17 em 1997.

## Caso Sandro Hiroshi
Sandro Hiroshi começou sua carreira no Tocantinópolis e, em 1999, transferiu-se para o Rio Branco. No mesmo ano, logo após o término do Campeonato Paulista, o atacante transferiu-se do Rio Branco para o São Paulo, e o Tocantinópolis exigiu uma parte do dinheiro envolvido na negociação. Os advogados do clube tocantinense alegavam que a transferência do atleta ao São Paulo seria irregular, pois o jogador teria sido inscrito pelo Rio Branco sem autorização do Tocantinópolis. O Rio Branco, por sua vez, alegava que o atacante se transferira ainda como juvenil e que, nesse caso, não haveria necessidade de autorização por parte do clube tocantinense.
Para evitar que, numa eventual nova negociação, outros times se envolvessem nessa questão, a CBF considerou o passe do atleta bloqueado, ou seja, o atacante estava apenas proibido de se transferir para outro clube enquanto a pendência jurídica entre o Rio Branco e o Tocantinópolis não fosse resolvida.
Logo na terceira rodada do Brasileirão de 1999 (no dia 4 de agosto), o São Paulo goleou o Botafogo por 6 a 1 e, poucos dias depois, o alvinegro entrou com um pedido de anulação dessa partida, alegando que, em razão do bloqueio de seu passe, o atacante Sandro Hiroshi (que esteve em campo naquela goleada) teria atuado irregularmente. Esse pedido só foi julgado pela Comissão Disciplinar do TJD em 19 de outubro. Com isso, a Comissão Disciplinar tirou do São Paulo os três pontos daquela goleada e entregou-os ao Botafogo.
O time paulista ainda recorreu ao TJD, alegando que havia dezenas de outros jogadores com o passe bloqueado e, consequentemente, em situação tão irregular quanto a de Sandro Hiroshi. Em julgamento realizado no dia 3 de novembro, porém, o TJD apenas ratificou a decisão da primeira instância.
Posteriormente, o Internacional também ganhou da Comissão Disciplinar os pontos do seu jogo contra o São Paulo, em virtude da escalação irregular de Sandro Hiroshi. Igualmente ao Botafogo, o Internacional ganhou dois pontos, pois havia empatado o jogo contra o São Paulo. Com esses pontos, o Botafogo terminou o campeonato com média de aproveitamento superior à do Gama e acabou salvo do rebaixamento à Série B. O Internacional se salvaria do rebaixamento à Série B, mesmo se não tivesse ganho os pontos da partida contra o São Paulo.
Por sua vez, o Gama, que não estaria entre os rebaixados, se os resultados conquistados pelo São Paulo dentro de campo fossem mantidos, naturalmente não aceitou a situação e foi à Justiça Comum contra a CBF, que foi impedida de realizar o Campeonato Brasileiro do ano seguinte, sendo este organizado pelo Clube dos Treze e tendo o nome de Copa João Havelange.
O motivo de o São Paulo ter perdido os pontos dos seus jogos contra Botafogo e Internacional não teria sido a falsificação da data de nascimento nos documentos do atacante Sandro Hiroshi. Após a Comissão Disciplinar dar ao Botafogo os pontos do jogo contra o São Paulo, o jornal Folha de S. Paulo passou a investigar a real situação do passe e da inscrição do atacante tricolor. Durante essa investigação (que aconteceu depois do julgamento na Comissão Disciplinar), a Folha descobriu que o atleta havia adulterado sua idade e que jogava, desde 1994, com documentação falsa. Essa revelação foi publicada na Folha de 19 de outubro de 1999 e, logo em seguida, a CBF decretou a suspensão preventiva do jogador, até que a apuração dos fatos denunciados fosse efetuada e um julgamento fosse realizado. Esse julgamento aconteceu em 29 de novembro, e o atacante do São Paulo foi condenado a 180 dias longe dos gramados. Como essa suspensão aconteceu ao mesmo tempo em que tramitavam os julgamentos em torno do bloqueio do passe e os advogados do Botafogo chegaram até a mencionar a denúncia da Folha no segundo julgamento do jogo contra o São Paulo (realizado no dia 3 de novembro), os fatos podem ter sido misturados, confundindo causas, efeitos e consequências diferentes.
Assim, a única razão para o São Paulo ter perdido os pontos de seus jogos contra Internacional e Botafogo teria sido o do passe de Sandro Hiroshi.
Em 2011, o atleta concedeu entrevista ao Globo Esporte, quando declarou que estava arrependido e que tudo fora devido um sonho de criança. O atacante, então com 31 anos, disse que convivia com constantes constrangimentos, e classifica essa passagem como "um erro do passado". Foi punido pelo Superior Tribunal de Justiça Desportiva com 180 dias de suspensão. Nesse tempo, pensou que sua carreira estaria acabada, mas recebeu apoio psicológico do São Paulo, que também bancou seus salários, mesmo depois da descoberta da fraude. Na Justiça Comum, respondeu pelo crime de falsidade ideológica e afirmava estar quite com a lei.

## Títulos
Seleção Brasileira
- Campeonato Sul-Americano Sub-17: 1997

São Paulo
- Campeonato Paulista: 2000
- Torneio Rio-São Paulo: 2001
- Supercampeonato Paulista: 2002

Figueirense
- Campeonato Catarinense: 2003

Chunnam Dragons
- Copa da Coreia do Sul: 2006, 2007

Suwon Bluewings
- Copa da Coreia do Sul: 2009, 2010
- Campeonato Pan-Pacífico de 2009

Rio Branco
- Campeonato Paulista de Futebol - Série A3: 2012